# Olpe
Olpe este un orășel situat în regiunea Arnsberg, landul Renania de Nord-Westfalia.
Se află la 60 km este de Köln și la 20 km nord-vest de Siegen.
1. ↑  Alle politisch selbständigen Gemeinden mit ausgewählten Merkmalen am 31.12.2018 (4. Quartal) (în germană), Statistisches Bundesamt[*], arhivat din original la 10 martie 2019, accesat în 10 martie 2019